# Ulrike Sassenberg-Walter
Ulrike Sassenberg-Walter (geboren 23. Juli 1955) ist eine deutsche Juristin und Richterin. 2013 wurde sie vom Landtag zur Richterin an den Niedersächsischen Staatsgerichtshof gewählt. Ihre zweite Amtszeit endet 2027.

## Beruflicher Werdegang
1987 promovierte sie zum Thema Die Urteilsgründe im Strafverfahren.
Ulrike Sassenberg-Walter wurde am 1. August 2008 Vorsitzende Richterin am Finanzgericht Hannover, an dem sie davor schon als Richterin tätig gewesen war.
2013 wurde sie von der CDU-Landtagsfraktion als stellvertretendes Mitglied des Niedersächsischen Staatsgerichtshofs vorgeschlagen. Die Juristin wurde für eine siebenjährige Amtszeit gewählt. Im Februar 2020 schlug der Wahlausschuss sie für eine Wiederwahl für die Amtszeit vom 5. Mai 2020 bis zum 4. Mai 2027 vor. Ihre Wiederwahl war unstrittig, die Wahl daher erfolgreich.

## Publikationen (Auswahl)
Die Urteilsgründe im Strafverfahren. Peter Lang Verlag, Frankfurt 1987, ISBN 978-3820401905.